# Hermann Esser

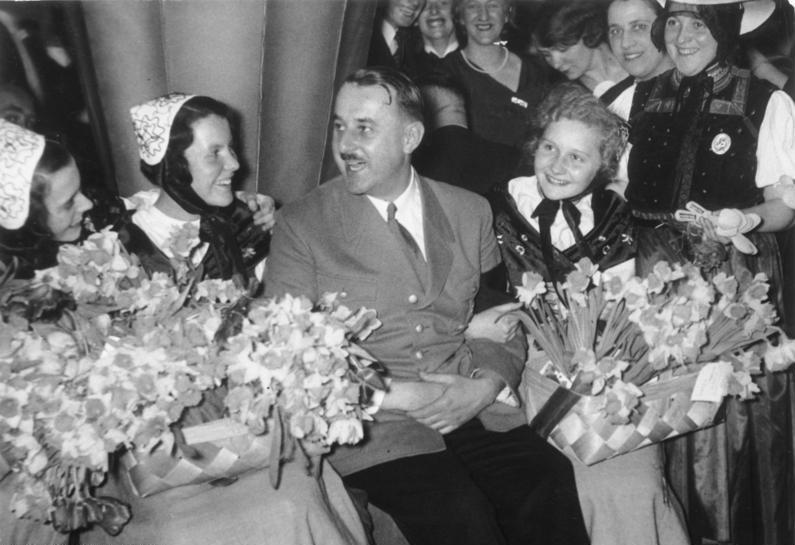
Hermann Esser.

Hermann Esser (29 de julio de 1900 – 7 de febrero de 1981) fue un ministro de economía local,  editor  e ilustrador periodístico,  propagandista político, subsecretario de turismo, criminal de guerra y gran orador del NSDAP perteneciente a la vieja guardia de Hitler. Esser fue una de las pocas personas que fueron propiamente reconocidos como amigos del dictador Adolf Hitler.

## Primeros años
Esser nació en Röhrmoos, Baviera en 1900, hijo de un director de ferrocarriles del Allgäu: se educó en Kempten y sirvió en la Primera Guerra Mundial como soldado raso. En la República de Weimar se unió a Anton Drexler y trabajó como redactor de los periódicos partidistas Völks Beobachter y Der Nationalsozialist.

## NSDAP

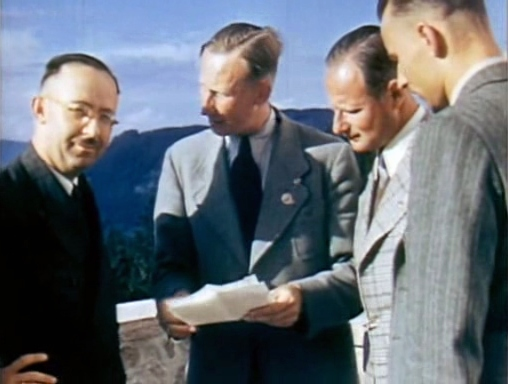
Hermann Esser (extrema derecha), Heinrich Himmler (izquierda), Reinhard Heydrich (centro), Karl Wolff (segundo desde la derecha), en el Obersalzberg, mayo de 1939.

Entró al NSDAP junto con Adolf Hitler en 1920. Esser se demostró como agresivo antisemita, dotado del talento de la oratoria y efectivo en la concienciación de masas, trabó desde el comienzo una gran amistad con el emergente Adolf Hitler. Junto con Max Amann y Alfred Rosenberg, formó un grupo radical cerrado en torno a Hitler. En 1922 Esser fomentó el culto a la figura de Hitler acuñando la frase «El Mussolini de Alemania se llama Adolf Hitler». Esser fue un activo defensor de la ocupación francesa de la zona del Ruhr y el primero en exhortar públicamente el internamiento de judíos en campos de concentración atribuyendo el problema del Ruhr a intereses de la judería alemana. En 1923, Esser fue el primer jefe de propaganda del partido y se transformó en un valioso apoyo para Hitler.

## Escándalo
De personalidad ascendente e inestable, Esser quien era de apariencia física similar a la de Hitler demostró ser el enfant terrible del NSDAP, bohemio, transgresor de normas y leyes y con ansias de poder: mujeriego empedernido, dejó embarazada a una joven de nombre Theresa quien le reclamó un matrimonio de honor. Esser intentó esquivar su paternidad, pero Hitler se opuso aconsejándole que salvara el honor de la joven para así evitar un escándalo público políticamente inconveniente. Finalmente Esser no tuvo más remedio que contraer matrimonio el 5 de julio de 1923, en una unión forzosa dentro de la que se concibieron dos hijos.
Hitler declaró acerca de Esser:

- «Sé que Hermann Esser es un granuja, pero tengo que usarlo todo el tiempo que sea de alguna utilidad. Debo tenerlo cerca de mí para que yo pueda verlo. Puedo usarlo como un altavoz para un determinado tipo de público. Pero nunca le daré la responsabilidad política.»-
Hitler

## Carrera posterior en el partido

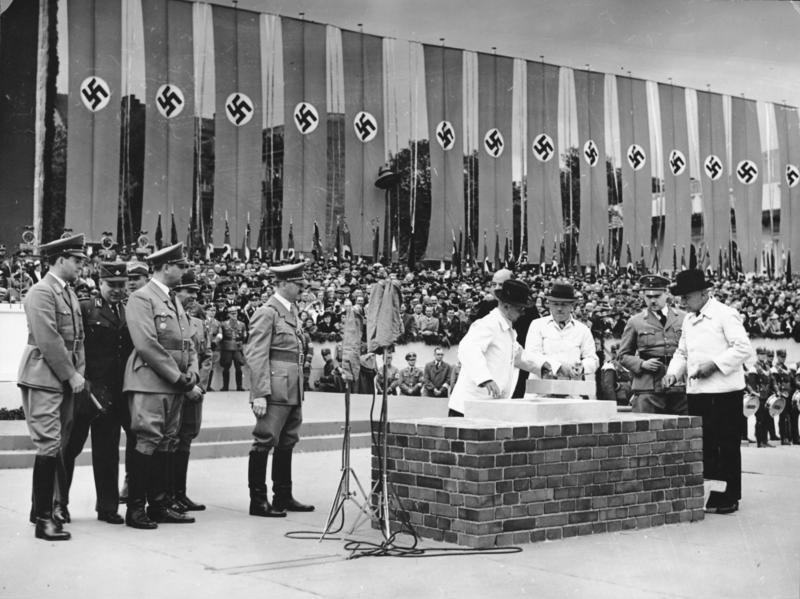
Herman Esser (en el extremo derecho de la foto) colocando la primera piedra de la Casa de Turismo (1938).

Después del putsch de Múnich, Esser huyó a Austria para evitar su detención y fue excluido del partido. Sin embargo, visitó a Hitler en la Prisión de Landsberg intentando restaurar su amistad con el líder y ayudó a Hitler a reconstruir el partido. No obstante, sostuvo conflictos con Julius Streicher y acabó abandonando el partido, a pesar de lo cual Hitler mantuvo su amistad con Esser. Para apartarlo durante un tiempo de la primera línea política, desde 1926 hasta 1932 Hitler lo mantuvo como editor del diario nacionalsocialista Illustrierte Beobachter de corte sensacionalista. En ese puesto, junto a Rosenberg editó y publicó el libro Die jüdische Welpest (La peste judía).
Posteriormente en 1933, siendo Hitler ya canciller, fue readmitido en el partido nazi y llegó a tener influencia en la reorganización del partido. En 1933 fue ministro de economía de Baviera hasta 1934 fue líder del partido en Múnich. En 1935 tuvo serias desavenencias con Hitler supuestamente por la emisión de las Leyes de Núremberg; pero probablemente el motivo real fue un escándalo de índole sexual y despilfarro de fondos que hizo que Esser fuera cesado de su cargo.
Después lograría ser miembro del Reichstag por derecho propio. En 1938, Hans Heinrich Lammers por orden de Hitler presionó al ministro de Justicia Franz Gürtner para que concediera el divorcio de su primera esposa a Esser y así poder casarse por segunda vez con Anna Bacherl. Durante aquella época Esser se convirtió en un visitante asiduo del Berghof. Desde 1939 hasta el fin de la guerra sirvió como tercer subsecretario de Turismo en el Ministerio de Propaganda bajo el alero de Joseph Goebbels. 

## Posguerra
Desde 1945 a 1947 Esser estuvo preso de los estadounidenses. En el proceso de "desnazificación" se declaró apolítico; pero fue clasificado como culpable mayor por su antisemitismo y fue condenado a cinco años de trabajos forzados en un campo de concentración. En 1952 fue liberado. Posteriormente fue un importante agente económico en Baviera, muy conocido en dicho ámbito, y falleció en 1981 en Múnich.